# Komórki somatyczne
Komórki somatyczne, komórki wegetatywne  – wszystkie komórki organizmu wielokomórkowego, z wyjątkiem niezróżnicowanych komórek macierzystych lub komórek rozrodczych (germinalnych).
Komórki somatyczne tworzą ciało organizmu. U ssaków tworzą one wszystkie organy wewnętrzne, skórę, kości, krew i tkankę łączną. Dzielą się w procesie mitozy. Nazwa tego typu komórek pochodzi od starogreckiego słowa σῶμα soma, oznaczającego „ciało”.
W organizmie człowieka występuje około 220 typów komórek somatycznych. 